# Peyet

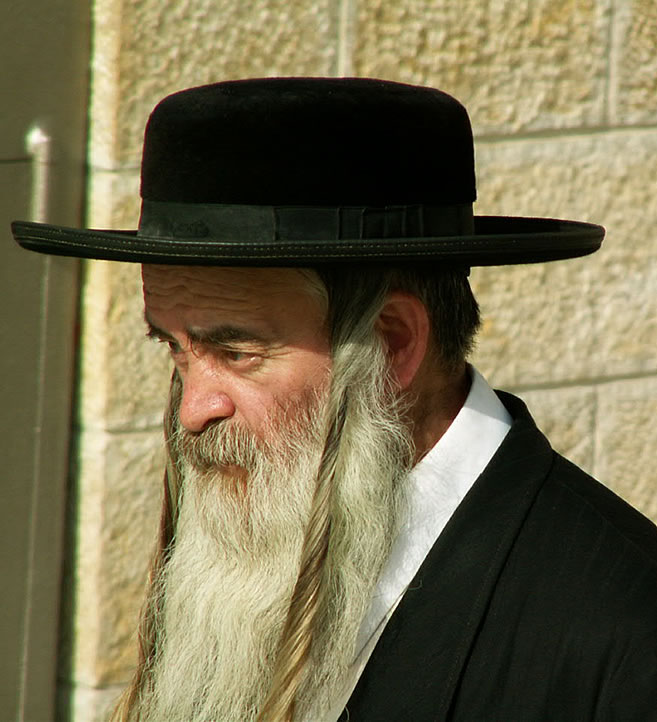
Judío ortodoxo con largos peyets, en Kotel, Jerusalén

El peyet (en hebreo פאות) designa los cabellos laterales característicos de los judíos, que cumplen este mandato debido a la ordenanza de no rapar los lados de la cabeza: «No te cortarás el pelo en redondo, ni la punta de tu barba».